# Henry Salt

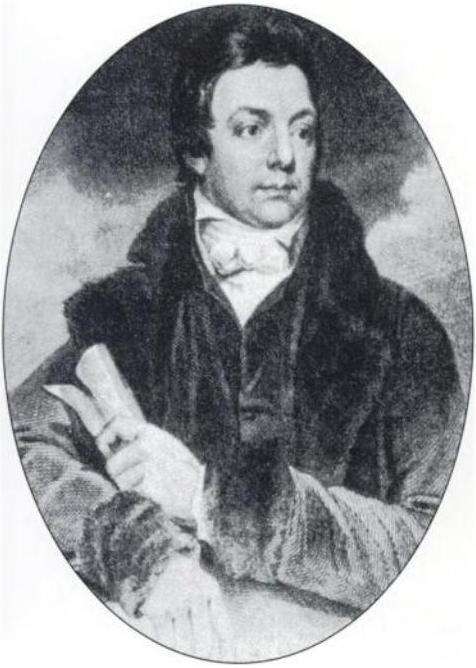
Henry Salt

Henry Salt (Lichfield, 14 juni 1780 – bij Desouk, 30 oktober 1827) was een Brits kunstenaar, diplomaat en egyptoloog. Hij was geboren in Lichfield uit een gezin van acht kinderen. Oorspronkelijk was Salt een kunstschilder en hij werd uitgenodigd door George Annesley om in 1802 mee te reizen naar Noord-Afrika. Daar leerde hij Egypte kennen en enkele jaren later keerde hij terug naar Egypte en Abessinië als diplomaat en handelaar. 
In 1815 werd Salt benoemd als de Britse consul-generaal en hield hij zich vooral bezig met het verzamelen van Egyptische kunstvoorwerpen. Hij huurde de Italiaan Giovanni Belzoni in om opgravingen te verrichten in Aboe Simbel, Luxor en Gizeh. Daardoor slaagde hij er in om duizenden artefacten te verzamelen die hij doorverkocht aan het British Museum. Het bekendste is de zogenaamde jonge Memnon, een reusachtig beeld van Ramses II, dat Belzoni vanuit het Ramesseum naar de Nijl sleepte om te vervoeren naar Engeland. Salt werkte niet exclusief voor de Britten, maar verkocht ook veel voorwerpen aan het Louvre, omdat de Britten hem te duur vonden. 
Salt stierf in Desouk in 1827 ten gevolge van een infectie aan zijn milt.
- Bibsys: 2000866
- Biblioteca Nacional de España: XX1656382
- Bibliothèque nationale de France: cb133285762 (data)
- Author citation (botany): Salt
- CiNii: DA10406260
- Stuttgart Database of Scientific Illustrators 1450–1950: 4369
- Gemeinsame Normdatei: 117618179
- International Standard Name Identifier: 0000 0001 1556 5192
- Library of Congress Control Number: no97054561
- Nationale Bibliotheek van Israël: 987007281980105171
- Nederlandse Thesaurus van Auteursnamen: 146063171
- Réseau des bibliothèques de Suisse occidentale: 02-A003781738
- RKD-Nederlands Instituut voor Kunstgeschiedenis: 69434
- Istituto Centrale per il Catalogo Unico: IEIV033794
- SNAC: w65j1q0z
- Système universitaire de documentation: 035673877
- Union List of Artist Names: 500025553
- Virtual International Authority File: 29677783
- WorldCat: E39PBJg4rQthw7wR48CV9bj9jC